# Verbascum illyricum
Verbascum illyricum är en flenörtsväxtart som beskrevs av Karl Franz Josef Malý. Verbascum illyricum ingår i släktet kungsljus, och familjen flenörtsväxter. Inga underarter finns listade i Catalogue of Life.